# دشت ورا
دشت ورا، روستایی از توابع شهرستان اوز در استان فارس ایران است.

## جمعیت
این روستا در دهستان بیدشهر قرار دارد و براساس سرشماری مرکز آمار ایران در سال ۱۳۸۵، جمعیت آن زیر سه خانوار بوده‌است.